# Nils Gustav Grotenfelt
Nils Gustav Grotenfelt, född 10 april 1923 i Jockas, död 2 augusti 2006 i Helsingfors, var en finländsk företagsledare och godsägare.
Grotenfelt blev student 1941, avlade högre rättsexamen 1949 och blev vicehäradshövding 1951. Han trädde 1949 i tjänst hos Finnpap och avslutade sin karriär som verkställande direktör och direktionsordförande för Tampella 1973–1982. Han utgav 1994–2002 en historik i tre delar om det gamla släktgodset, den sista volymen, Vägen tillbaka till Wehmais, samtidigt en självbiografisk berättelse om upplevelser under kriget.

### Uppslagsverk
- Grotenfelt, Nils Gustav i Vem och vad 1967
- Grotenfelt, Nils Gustav i Uppslagsverket Finland (webbupplaga, 2012). CC-BY-SA 4.0